# 조치원중학교
조치원중학교 鳥致院中學校)는 대한민국 세종특별자치시 조치원읍 대첩로90 에 있는 공립 중학교이다.

## 학교 연혁
- 1951년 8월 31일 : 교육부 인가(6학급)
- 1951년 9월 24일 : 개교(남북선업 조치원공장)
- 1955년 10월 18일 : 서창리 이전(현 조치원여자고등학교)
- 1978년 3월 1일 : 연기중학교와 통합(현 교사로 이전)
- 2019년 3월 1일 : 제26대 오희숙 교장 부임
- 2021년 3월 1일 : 신흥리 신축 이전 (대첩로 90), 남녀공학 전환
- 2022년 1월 11일 : 제71회 졸업식 (185명, 총 22,208명)
- 2022년 3월 1일 : 30학급 편성(특수학급 1학급 포함)
- 2022년 3월 2일 : 입학식(260명)
- 2023년 3월 2일 : 입학식(260명)
- 2023년 9월 1일 : 제27대 주원석 교장 부임

## 참고 자료
- 조치원중학교 - 한국교육학술정보원 학교알리미